# Fang Bang
Fang Bang – drugi album studyjny Wednesday 13. Wydawnictwo ukazało się 29 sierpnia w Wielkiej Brytanii, a 12 września w Stanach Zjednoczonych 2006 roku. Płytę zmiksował Bob Marlette, który współpracował także z Kiss oraz Alice'em Cooperem i Black Sabbath.

## Lista utworów
1. Morgue Than Words 2:37
2. American Werewolves In London 4:20
3. My Home sweet Homicide 3:02
4. Faith In The Devil 3:30
5. Happily Ever Cadaver 3:34
6. Curse Of Me 4:02
7. Haddonfield 2:59
8. Too Much Blood 2:43
9. Till Death Do Us Party 3:34
10. Buried With Children 3:42
11. Kill You Before You Kill Me 2:33
12. Die Sci Fi 3:46
13. R.A.M.O.N.E.S. (MOTÖRHEAD cover) - bonus

Wydanie japońskie zawiera też utwór zatytułowany „Good day to die”, natomiast amerykańskie wydanie zawiera „Burn The Flames (ROKY ERICKSON cover”).